# Campionato Sammarinese 1992-1993

## Classifica
|                       |     | Classifica 1992-93 | Pt | G  | V  | N  | P  | GF | GS | DR  |
| --------------------- | --- | ------------------ | -- | -- | -- | -- | -- | -- | -- | --- |
| San Marino (bandiera) | 1.  | Tre Fiori          | 26 | 18 | 11 | 4  | 3  | 35 | 11 | +24 |
|                       | 2.  | Domagnano          | 24 | 18 | 9  | 6  | 3  | 23 | 13 | +10 |
|                       | 3.  | Cailungo           | 22 | 18 | 8  | 6  | 4  | 27 | 21 | +6  |
|                       | 4.  | Libertas           | 22 | 18 | 9  | 4  | 5  | 42 | 24 | +18 |
|                       | 5.  | Faetano            | 20 | 18 | 8  | 4  | 6  | 22 | 17 | +5  |
|                       | 6.  | Montevito          | 19 | 18 | 6  | 7  | 5  | 25 | 26 | -1  |
|                       | 7.  | Murata             | 16 | 18 | 3  | 10 | 5  | 13 | 24 | -11 |
|                       | 8.  | Juvenes            | 13 | 18 | 5  | 3  | 10 | 22 | 13 | +9  |
|                       | 9.  | Tre Penne          | 10 | 18 | 3  | 4  | 11 | 27 | 41 | -14 |
|                       | 10. | Virtus             | 8  | 18 | 2  | 4  | 12 | 16 | 49 | -33 |

## Play-off
Ai play-off si qualificano le prime quattro squadre del girone e la vincitrice della serie A2.
- Primo Turno: si sfidano tra loro la terza e la quarta del girone e la seconda del girone e la neopromossa.

A)  Domagnano -  Cailungo 5 - 1
B)  Folgore -  Libertas 6 - 6  (4 - 3 dcr)
- Secondo Turno: si affrontano fra di loro le vincenti e le perdenti del primo turno.

C)  Libertas -  Cailungo 2 - 2 (3 - 2 dcr) Cailungo eliminato con due sconfitte.
D)  Folgore -  Domagnano 2 - 1
- Terzo Turno: si sfidano tra loro le squadre che hanno perso almeno una partita e la prima classificata contro la vincente della partita D. In quest'ultima chi vince approda in finale, chi perde in semifinale contro la vincente dell'altra partita.

E)  Domagnano -  Libertas 2 - 0 Libertas eliminato con due sconfitte
F)  Tre Fiori -  Folgore 3 - 0
- Semifinale

I)  Folgore -  Domagnano 1 - 2
- Finale:

L)   Tre Fiori -  Domagnano 2 - 0